# Padixah
Padixah, Padshah, Padeshah, Badishah o Badshah (persa: پادشاه, Pādeshāh) és una denominació reial a manera de títol, composta del persa pād (‘mestre’) i de xāh (‘rei’), que fou adoptat per diversos monarques que reivindicaven el títol més alt, especialment el d'emperador. Equival a l'antic persa «Gran Rei». El títol sànscrit ksatrapati hi està emparentat.